# Plusiodonta nitissima
Plusiodonta nitissima là một loài bướm đêm trong họ Noctuidae.